# 拉特朗

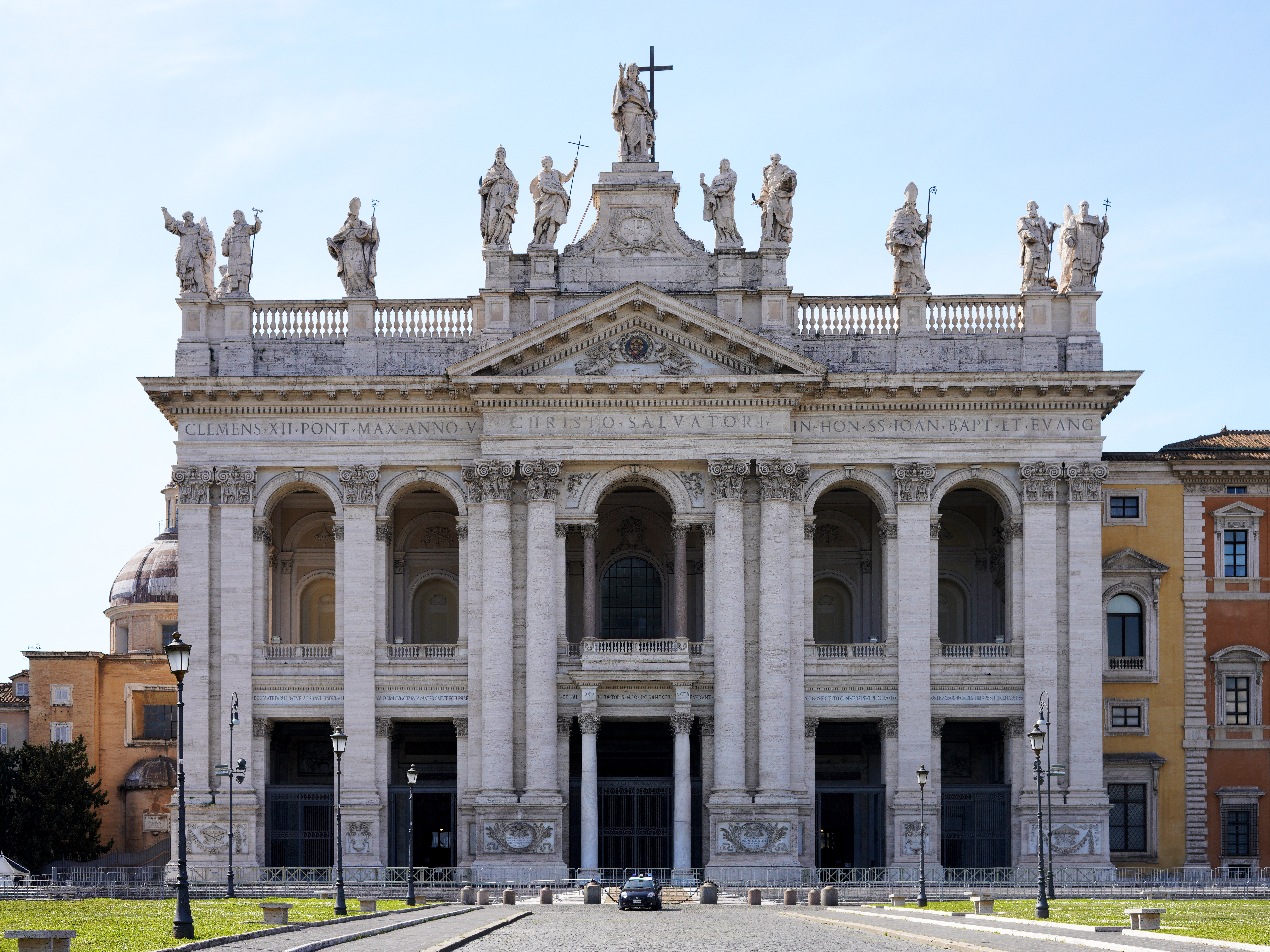
拉特朗圣若望大殿的晚期巴洛克式立面，在1735年Alessandro Galilei的设计竞赛后完成

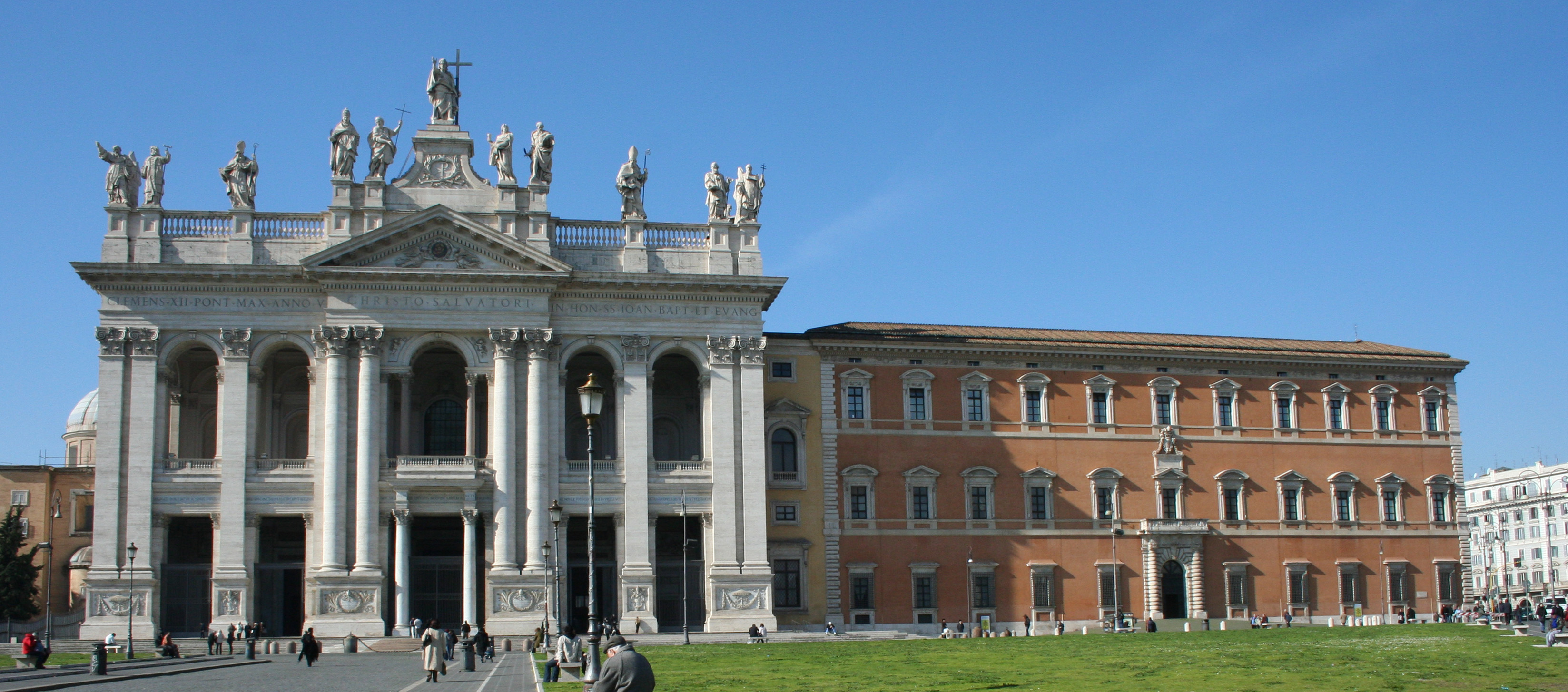
拉特朗圣若望大殿和拉特朗宫

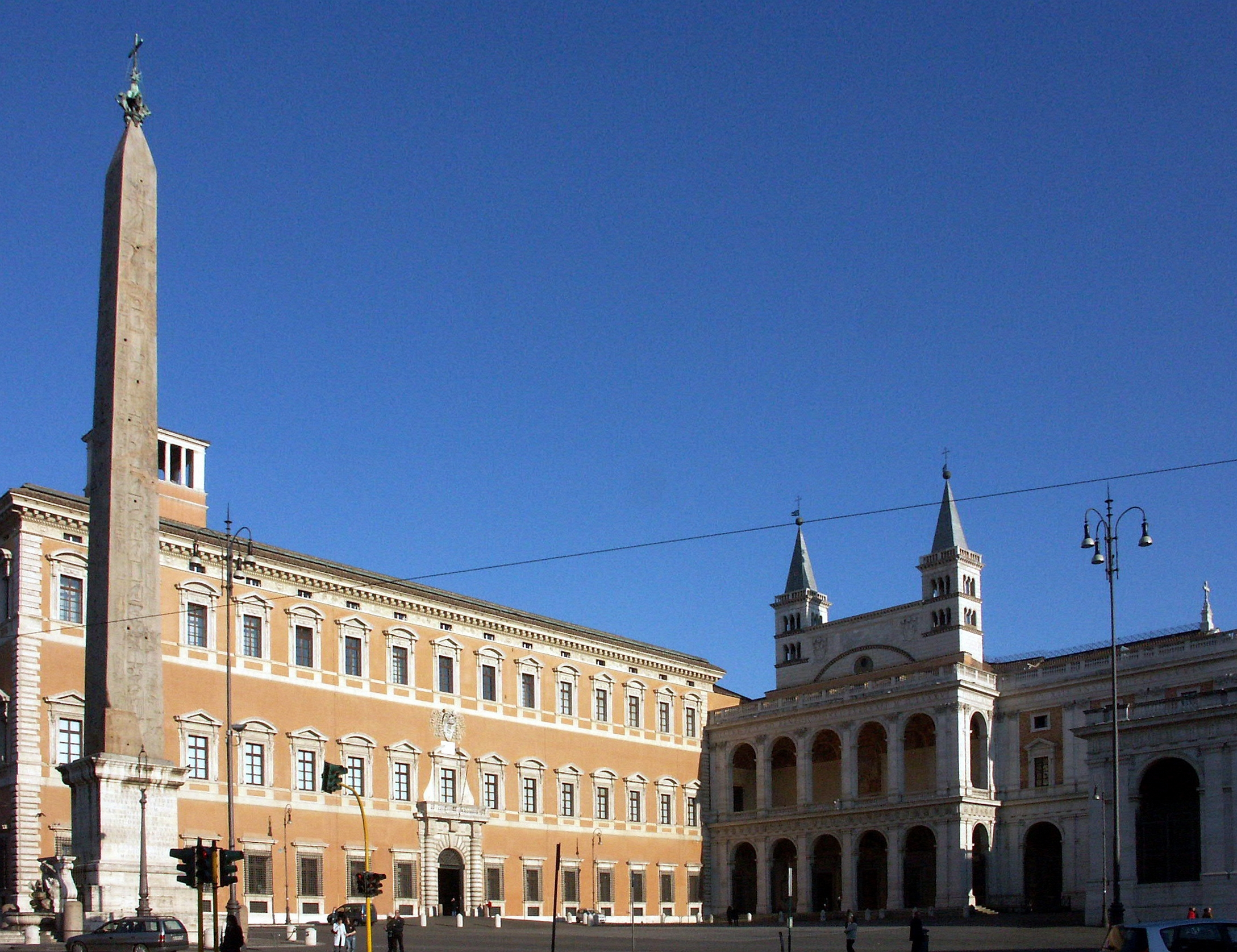
巴西利卡和拉特朗宫（侧视图）

拉特郎，又称拉特兰（英語：Lateran 或 Laterano）是罗马几座建筑的共同名字。这些房产曾经属于罗马帝国的拉特郎家族，之后拉特郎家族的财产在尼禄时代被没收，拉特郎最终落入了君士坦丁大帝的手中，君士坦丁大帝于311年将这些财产交给了天主教會。
最著名的拉特郎建筑是拉特朗宫，曾被称为教皇宫；以及拉特朗圣若望大殿，是罗马的主教座堂，其虽然是意大利的一部分，但却是聖座的财产，这是1929年的拉特朗条约的结果。作为教宗的官方教会所在地，圣约翰拉特兰（Saint John Lateran）是教皇的主教座位。拉特朗是基督教世界最早的巴西利卡。
与巴西利卡相连的是拉特朗洗礼堂，是基督教世界最古老的洗礼堂之一。拉特兰建筑群的其他组成部分是圣阶建筑与圣老楞佐至圣堂和良三世的卧躺餐厅。
宗座拉特朗大学，是罗马的宗座大學之一。菲律宾的拉特朗聖若望學院是以拉特朗圣若望大殿命名的。